# Naucrácio
São Naucrácio era filho de São Basílio, o Velho, e Santa Emília de Cesareia e se destacou por sua erudição, devoção e por sua atividade eremita, um exemplo vivo para seus irmãos famosos, São Basílio e São Gregório de Níssa.

## Vida e obras
Sobre São Naucrácio, escreveu São Gregório de Nissa:
| “ | O segundo dos quatro irmãos, Naucrácio de nome, que veio depois do grande Basílio, se excedeu nos dons naturais e na beleza física, na força, velocidade e habilidades manuais. Quando [968] alcançou os vinte e um anos e deu tamanha demonstração de seus estudos ao falar em público que deixou a audiência emocionada, foi levado pela providência divina a desprezar tudo o que já tinha em mãos e guido por um impulso irresistível para uma vida de solidão e pobreza. Ele não levou nada além de si próprio, salvo aquele servo chamado Crisápio que o seguiu por causa da afeição que tinha por seu mestre e da intenção que já nutria de seguir a mesma vida. Assim, ele viveu consigo mesmo, tendo encontrado um ponto solitário às margens do Iris - um rio que flui pelo meio do Ponto. Ele nasce, na verdade, na Armênia, atravessa nossa região e descarrega seu fluxo no [968 B] Mar Negro. Nele, o jovem encontrou um lugar com uma grande luxuriosa quantidade de árvores e um morro aos pés das altas montanhas. Lá, viveu muito longe dos barulhos da cidade e das distrações que se avizinham das vidas tanto dos soldados quanto dos advogados nas cortes legais. Tendo, assim, se libertado das preocupações que impedem a vida mais elevada do homem, com suas próprias mãos procurou idosos que viviam em pobreza e fragilidade, considerando apropriado ao seu modo de vida realizar este tipo de trabalho. Então, o generoso jovem passou a realizar expedições de peca e, como era especialista em qualquer modalidade esportiva, passou a alimentar seus agradecidos clientes desta forma. E, ao mesmo tempo, através destes exercícios, domou sua própria masculinidade. Além disso, ele também obedeceu alegremente aos desejos de sua mãe sempre que ela os comandava. E, assim, destas duas formas, guiou sua vida, [968 C] subjugando sua natureza juvenil com tarefas e cuidando assiduamente de sua mãe, mantendo assim os comandos divinos que o levavam a Deus. Desta forma, completou o quinquagésimo ano de sua vida como filósofo, pelo qual fez de sua mãe uma mulher feliz, tanto pela forma como dirigiu sua própria vida pela continência quanto pela devoção de todo os seus poderes para realizar a vontade daquela que o pariu. Então, recaiu sobre a mãe uma aflição terrível e trágica, criada, acredito, pelo Adversário, que trouxe preocupação e luto para toda família. Pois ele foi sequestrado de repente da vida. Nenhuma doença os preparou para o golpe e nem os comuns e bem conhecidos azares que trazem a morte de jovens [968 D]. Tendo saído para uma de suas expedições, pelas quais provia as necessidades dos idosos sob seus cuidados, foi trazido de volta pra casa morto junto com Crisápio, com quem dividia a vida. Sua mãe estava muito longe, a três dias da tragédia. Alguém foi até ela para dar a má notícia. Perfeita como era em toda virtude, ainda assim a natureza a dominou como domina outros. Pois ela desfaleceu e, de pronto, perdeu o fôlego e a fala, pois a razão lhe faltou perante o desastre e ela foi atirada no solo pelo assalto das más notícias, como um nobre atleta atingido por um golpe inesperado. | ” |
|   | — São Gregório de Níssa, Fragmento da "Vida de Macrina". |   |